# Lippramsdorf
Lippramsdorf è uno dei distretti della città di Haltern am See, nella Renania Settentrionale-Vestfalia, in Germania.